# Jag älskar när åskan går
Jag älskar när åskan går (franska: Le Tonnerre de Dieu) är en fransk-italiensk-tysk dramakomedi från 1965 i regi av Denys de La Patellière.
Filmen är baserad på Bernard Clavels roman Qui m'emporte från 1958.

## Rollista i urval
- Jean Gabin – Léandre Brassac
- Michèle Mercier – Simone Leboucher
- Robert Hossein – Marcel
- Lilli Palmer – Marie Brassac
- Georges Géret – Roger
- Ellen Schwiers – Françoise
- Paul Frankeur – gendarmen
- Nino Vingelli – kaféägaren
- Louis Arbessier – ministern
- Daniel Ceccaldi – prästen